# Thống đốc Massachusetts
Thống đốc Thịnh vượng chung Massachusetts là người đứng đầu bang Massachusetts và là Tổng tư lệnh Quân đội Quốc gia Massachusetts.